# Station Alfeld (Leine)
Station Alfeld (Leine) (Bahnhof Alfeld (Leine)) is een spoorwegstation in de Duitse plaats Alfeld, in de deelstaat Nedersaksen. Het station ligt aan de spoorlijn Hannover - Kassel en is geopend op 30 april 1853. Door de komst van het station ontwikkelde Alfeld zich tot een industriestad en ontstond er een bedrijventerrein dicht bij het station.
Door de komst van de hogesnelheidslijn Hannover - Würzburg in de jaren '90 verdween veel treinverkeer op de spoorlijn langs Alfeld. Zo rijden de Intercity's grotendeels via de HSL, waardoor Alfeld deze verbinding verloor. In 2006 werd het station gerenoveerd voor een bedrag van €2,72 miljoen (gefinancierd door de deelstaat, de bond, DB en de stad). Hierbij werd het stationsgebouw uit 1978 gesloopt en vervangen door een nieuw gebouw. Na zes maanden verbouwing waren de werkzaamheden in november gereed.

## Indeling
Het station heeft één zijperron en één eilandperron, deze zijn deels overkapt. De perrons zijn verbonden via een voetgangerstunnel, die te bereiken is vanaf de straten Am Bahnhof en Hannoversche Straße. De tunnel is toegankelijk gemaakt door middel van liften. Aan de noordoostzijde van het station bevinden zich diverse faciliteiten zoals een kiosk, een taxistandplaats, fietsenstalling en een busstation. Naast het busstation is er aan de zuidwestzijde nog een bushalte in de straat Hannoversche Straße. 

## Verbindingen
De volgende treinserie doet het station Alfeld (Leine) aan. Wanneer er een Intercity via de oude spoorlijn rijdt (niet via de HSL) dan stopt deze ook in Alfeld.
| Serie | Treinsoort                  | Route | Bijzonderheden |
| ----- | --------------------------- | --- | -------------- |
| RE 2  | Regional-Express (metronom) | Uelzen – Celle – Hannover Hbf – Nordstemmen – Elze (Han) – Alfeld (Leine) – Kreiensen – Northeim (Han) – Göttingen |                |